# Miguel Ayestarán
Miguel Ayestarán Elizalde, conocido en el mundo del fútbol como Ayestarán, fue un futbolista internacional español de la década de 1930, vinculado a lo largo de su carrera profesional con la Real Sociedad de Fútbol.

## Biografía
Miguel Ayestarán nació en la localidad guipuzcoana de Pasajes en 1910. Comenzó a jugar al fútbol en un modesto equipo de su localidad natal, el Pasayako Lagun Ederrak, equipo de fútbol del distrito de Pasajes Ancho. En 1929, sin haber cumplido los 19 años es fichado por la Real Sociedad.
Jugó principalmente como medio centro, aunque también podía actuar como defensa. Las características más notables de su juego eran un gran juego de cabeza y su rapidez y potencia con el tiro.
Formó parte de la plantilla de la Real Sociedad (que pasó a llamarse Donostia FC a partir de 1931) durante 7 temporadas. Con la Real jugó 169 partidos oficiales y marcó 15 goles.  95 partidos y 7 goles, fueron en la Primera división española (donde jugó entre las temporadas 1929-30 y 1934-35). Sus mayores logros a nivel de club con la Real fueron la obtención del tercer puesto (empatado a puntos con el campeón) en la Liga 1930-31 y la consecución del Campeonato Regional de Guipúzcoa en 1933.
En 1933 cuando contaba con 22 años de edad fue convocado para jugar un partido internacional. 
En 1935 descendió con el equipo (rebautizado como Donostia F.C. tras la llegada de la República en 1931) a la Segunda división y jugó su última temporada con el equipo donostiarra en esta categoría. El estallido de la guerra civil española en el verano de 1936 dio fin a su carrera como futbolista, ya que tras finalizar la contienda en 1939, no siguió jugando al fútbol con la Real Sociedad, a pesar de no tener todavía ni 29 años, y no se le conoce que siguiera jugando en cualquier otro club.

### Selección nacional
Fue internacional con la selección nacional de fútbol de España en 1 ocasión.
Su único partido como internacional fue un amistoso disputado entre España y Francia el 23 de abril de 1933 en el Estadio de Colombes de París. Francia ganó 1-0 a España, siendo la primera victoria gala sobre el equipo español. Ayestarán cuajó un pésimo partido siendo considerado por la prensa como uno de los causantes de la derrota.

## Clubes
| Club                      | País   | Año       |
| ------------------------- | ------ | --------- |
| Pasayako Lagun Ederrak    | España | ¿ ?-1929  |
| Real Sociedad/Donostia FC | España | 1929-1936 |

## Títulos

### Campeonatos regionales
| Título         | Club          | País   | Año  |
| -------------- | ------------- | ------ | ---- |
| Camp.Guipúzcoa | Donostia F.C. | España | 1933 |